# Hugh Clifford
Sir Hugh Clifford, (né le 5 mars 1866 - mort le 18 décembre 1941), est un administrateur colonial britannique.
Il a été le 24e gouverneur du Ceylan britannique dans l'actuel Sri Lanka, gouverneur du Nigeria, gouverneur de la Côte-de-l'Or au Ghana, gouverneur des Établissements des détroits dans l'actuelle Malaisie et gouverneur de Bornéo du Nord.

## Biographie

### Service colonial
Il cartographie après James McCarthy qui l'avait faite pour la partie nord, la partie sud de la rivière Perak.

## Distinctions
- Ordre de Saint-Michel et Saint-Georges Chevalier Grand-croix (GCMG)
- Ordre de l'Empire britannique à titre civil Chevalier Grand-croix (GBE)